# Matteo Gentili
Matteo Gentili (* 21. August 1989 in Viareggio) ist ein italienischer ehemaliger Fußballspieler auf der Verteidigerposition.

## Karriere

### Verein
Gentili durchlief die Jugendabteilung von Atalanta Bergamo, ehe er 2008 in den Profikader des Klubs rückte. Noch im gleichen Jahr wurde er an den unterklassigen Verein US Pergocrema verliehen. Dieser spielte 2008/09 in der Lega Pro Prima Divisione, der dritthöchsten Klasse Italiens. Ohne Einsatz kehrte Gentili im Sommer 2009 zurück, wurde aber auf Anhieb erneut in diese Liga, zu AS Varese 1910 verliehen. Mit Varese erspielte er sich Rang zwei und damit die Relegation zur Serie B. Durch ein 0:1 und 2:0 gegen US Cremonese schaffte der Klub den Aufstieg. Gentili kam in dieser Saison regelmäßig zu Spielpraxis, ohne jedoch Stammkraft zu sein. 2010/11 war er wieder im Kader von Atalanta Bergamo, wo er aber zu nur einem Ligaeinsatz kam. Im Sommer 2011 wechselte der Defensivspieler an Spezia Calcio und verließ seinen Jugendverein endgültig.

### Nationalmannschaft
Gentili war Nationalspieler verschiedener Juniorenauswahlen Italiens. Mit der U-19 schaffte er 2008 den Einzug in das Finale um die Europameisterschaft. Dort stand er in der Startelf im Spiel gegen Deutschland. Gentili erhielt bereits frühzeitig die Gelbe Karte und wurde schließlich in der 69. Minute mit Gelb-Rot vom Platz verwiesen. Italien verlor die Partie mit 1:3.
2009 stand der Verteidiger im Kader der U-20 für die Weltmeisterschaft in Ägypten. Italien erreichte das Viertelfinale, wobei Gentili in allen vier möglichen Partien zum Einsatz kam. Beim Ausscheiden gegen Ungarn war er einer von insgesamt vier Spielern, die vom Feld verwiesen wurden.

## Erfolge

### Verein
- Aufstieg in die Serie B mit AS Varese 1910: 2010

### Nationalmannschaft
- Vize-Europameister mit der U-19 Italiens: 2008